# Шарич, Мирослав
Мирослав Шарич (род. 7 февраля 1986, Загреб) — хорватский профессиональный футболист, полузащитник.

## Футбольная карьера

### Хорватия
15 декабря 2004 года Шарич дебютировал в составе загребского Динамо в матче группового раунда Кубка УЕФА против клуба Штутгарт, выйдя на замену на 83 минуте. Ранее он не выходил на поле за Динамо.
Большую, чем в Динамо, известность Шаричу принесли его выступления за Интер Запрешич, где в сезоне 2009/10, он выходил в стартовом составе в 15 матчах и забил пять голов.
Мирослав перешел в другой клуб Первой лиги Лучко летом 2011 года. Он провел 22 матча за клуб и отметился тремя забитыми голами. Но это не помогло клубу в его борьбе за выживание, и команда покинула высший дивизион по итогам сезона.

### Гонконг
17 августа 2012 года Шарич подписал контракт с клубом Первого дивизиона Гонконга Биу Чун Рейнджерс.
1 сентября 2012 года он забил гол в своем дебютном матче за клуб против команды Саутерн. По завершении контракта, 4 июня 2014 года, он покинул клуб.
В сезоне 2014/15 Мирослав подписал контракт с клубом Истерн, и продолжил играть в высшем дивизионе Гонконга. Шарич покинул клуб в мае 2017 перед матчами плей-офф.

### Возвращение в Европу
После пяти лет в чемпионате Гонконга Шарич вернулся в Европу, и сейчас играет в низших лигах Хорватии.

## Достижения
- Чемпион Гонконга — 2015/16
- Обладатель Кубка лиги Гонконга — 2014/15